# پل جیاماتی
پل ادوارد ولنتاین جیاماتی (انگلیسی: Paul Edward Valentine Giamatti؛ زاده ۶ ژوئن ۱۹۶۷) بازیگر آمریکایی است. او کارش را با حضور در تبلیغات و نقش مکمل در چند فیلم دهه ۱۹۹۰ آغاز کرد. نقش سینمایی برجستهٔ جیاماتی در بخش‌های شخصی (۱۹۹۷) بود که منجر به ایفای نقش‌های مکملی در عروسی بهترین دوست من (۱۹۹۷)، نجات سرباز رایان (۱۹۹۸) و مرد روی ماه (۱۹۹۹) شد. او نقش اصلی راه‌های فرعی (۲۰۰۴)، بازی برد-برد (۲۰۱۱) و زندگی شخصی (۲۰۱۸) را بازی کرد. دیگر فیلم‌های قابل توجه او شامل شعبده‌باز (۲۰۰۶)، فرد کلاوس (۲۰۰۷)، نیمه ماه مارس (۲۰۱۱)، ۱۲ سال بردگی (۲۰۱۳)، نجات آقای بنکس (۲۰۱۳) و مستقیم از کامپتن (۲۰۱۵) می‌شود.
جیاماتی برای بازی در نقش جو گولد در مرد سیندرلایی (۲۰۰۵) نامزد جایزه اسکار بهترین بازیگر نقش مکمل مرد و برای بازی در نقش آموزگاری بداخلاق در جاماندگان (۲۰۲۳) نامزد جایزه اسکار بهترین بازیگر مرد شد. او همچنین برای بازی در نسخه بارنی (۲۰۱۰) برندهٔ جایزه گلدن گلوب بهترین بازیگر مرد – فیلم موزیکال یا کمدی شد. او در سال ۲۰۰۸ برای بازی در مینی‌سریال جان آدامز برندهٔ جایزه امی ساعات پربیننده شد.

## زندگی‌نامه
پل در نیوهون زاده شد. پدرش در دانشگاه ییل پروفسور بود که بعدها ریاست دانشگاه را به عهده گرفت. مادرش خانه‌دار و معلم زبان انگلیسی بود. مادر پل دارای زمینه ایرلندی و پدربزرگ پدریش پسر یک مهاجر ایتالیایی و مادربزرگ پدریش انگلیسی بود.
پدر و مادرش صاحب سه فرزند هستند که پل از همه کوچکتر است. برادرش مارکوس نیز یک بازیگر است. خواهرش الینا، طراح جواهرات است. او سال ۱۹۸۵ از دبیرستان فارغ‌التحصیل شد و برای ادامه تحصیل به دانشگاه ییل رفت. او در تئاتر صحنه‌ای بچه‌های دوره کاردانی، در کنار بازیگرانی چون ادوارد نورتون و رون لیوینگستون، که خود در دانشگاه ییل درس می‌خواندند، بازی کرد. او در سال ۱۹۸۹ با مدرک کارشناسی زبان انگلیسی فارغ‌التحصیل شد. او تصمیم داشت در رشته هنرهای زیبا از دانشکده هنر دانشگاه ییل، دکترا بگیرد.

## شغل

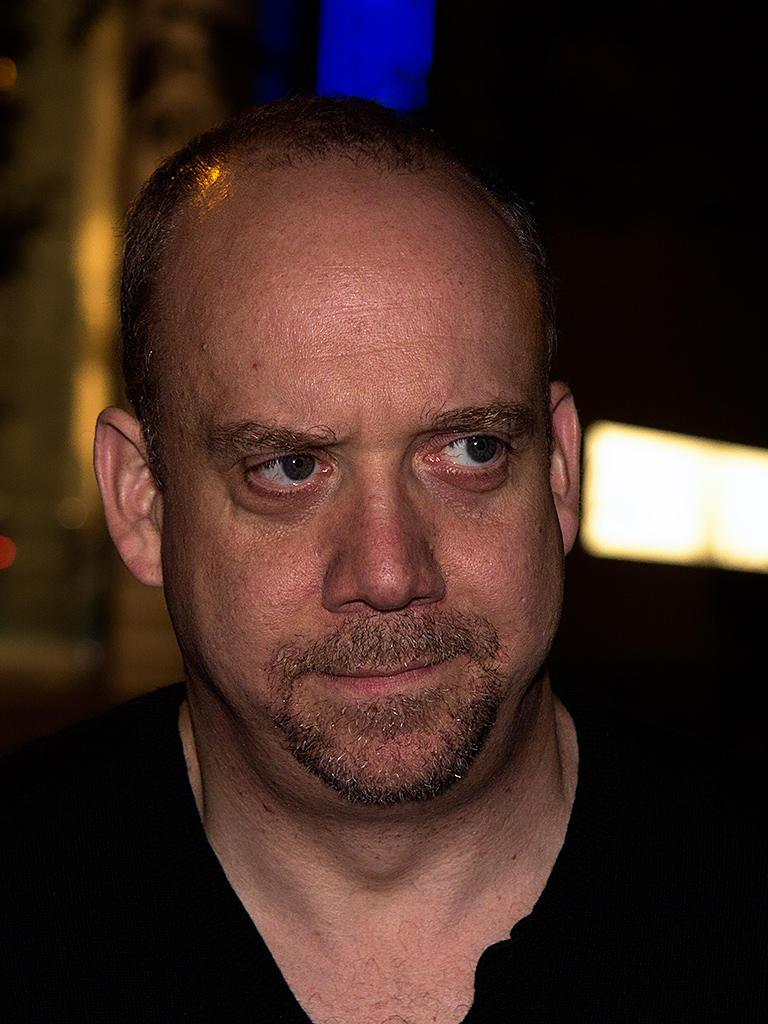
پل جیاماتی در جشنواره بین المللی تورنتو 2013

اولین نقش طولانی خود را در فیلم قسمت‌های خصوصی بازی کرد که کارگردان این فیلم بارها در برنامه‌های رادیویی خود گفته بود که پل بخاطر این بازی، جایزه اسکار بهترین بازیگر نقش مکمل را دریافت خواهد کرد. او سپس نقش مکمل در کارهای پرفروشی مانند «نجات سرباز رایان»، «نمایش ترومن» و «مذاکره‌کننده» که همگی ساخت ۱۹۹۸ بودند، شد.
او بعد از بازی در «شکوه آمریکایی» نظر مثبت منتقدان را به خود جلب کرد. او شهرتش را بخاطر بازی در کمدی-رمانتیک «پیاده‌رو» (۲۰۰۴) به‌دست‌آورد. همچنین نامزد گولدن گلوب و جایزه روح مستقل شد. بعد موفقیت تبلیغاتی «شکوه آمریکایی» او در فیلم مرد سیندرلایی ظاهر شد که باعث نامزد شدنش درجوایز اسکار و گولدن گلوب شد.
در ۲۰۰۶ او نقش اصلی فیلم «زنی در زمستان»، یک فیلم ترسناک فوق بشری بازی کرد و به دنبال آن در «مورچه بولی» و در درام نیل برگر به نام شعبده‌باز (فیلم ۲۰۰۶) در کنار ادوارد نورتون نقش ایفا کرد. او در بین سال‌های ۲۰۰۱ تا ۲۰۰۸ برای ۴۵ جایزه نامزد شد و ۲۶ تا از آن‌ها را برنده شد که شامل جایزه امی و گولدن گلوب برای جان آدامز (مجموعه تلویزیونی) بود. تمام جوایزش به غیر از یکی بخاطر فیلم‌های «شکوه آمریکایی»، «پیاده‌رو»، «مرد سیندرلایی» و «جان آدامز» بود. آن یکی که بخاطرش جایزه نگرفت فیلم «خانه مامان بزرگ» بود که بسیار پرفروش شد.

## زندگی شخصی
او در بروکلین هایتس زندگی می‌کند و با الیزابت کوهن ازدواج کرده‌است. آن‌ها صاحب پسری شدند به نام ساموئل که در آیین یهودیت مادرش پرورش یافت. پل خداناباور است.

## فیلم‌شناسی

### فیلم
| سال  | عنوان                               | توضیحات          |
| ---- | ----------------------------------- | ---------------- |
| ۱۹۹۱ | نیمه‌شب گذشته                        |                  |
| ۱۹۹۲ | مجردها                              |                  |
| ۱۹۹۵ | آفرودیت توانا                       |                  |
| ۱۹۹۵ | سابرینا                             |                  |
| ۱۹۹۶ | Breathing Room                      |                  |
| ۱۹۹۶ | پیش و پس                            | بدون درج نام     |
| ۱۹۹۷ | Arresting Gena                      |                  |
| ۱۹۹۷ | دانی براسکو                         |                  |
| ۱۹۹۷ | قسمت‌های خصوصی                       |                  |
| ۱۹۹۷ | عروسی بهترین دوست من                |                  |
| ۱۹۹۷ | هری ساختارشکن                       |                  |
| ۱۹۹۷ | A Further Gesture                   |                  |
| ۱۹۹۸ | The Truman Show                     |                  |
| ۱۹۹۸ | دکتر دولیتل                         | بدون درج نام     |
| ۱۹۹۸ | نجات سرباز رایان                    |                  |
| ۱۹۹۸ | مذاکره‌کننده                         |                  |
| ۱۹۹۸ | مردان امن                           |                  |
| ۱۹۹۹ | گهواره خواهد جنبید                  |                  |
| ۱۹۹۹ | مرد روی ماه                         |                  |
| ۲۰۰۰ | خانه مامان بزرگ                     |                  |
| ۲۰۰۰ | دوئت                                |                  |
| ۲۰۰۱ | قصه‌گویی                             |                  |
| ۲۰۰۱ | سیاره میمون‌ها                       |                  |
| ۲۰۰۲ | دروغگوی چاق گنده                    |                  |
| ۲۰۰۲ | رعد و برق                           |                  |
| ۲۰۰۳ | American Splendor                   |                  |
| ۲۰۰۳ | دستمزد                              |                  |
| ۲۰۰۳ | اعتماد                              |                  |
| ۲۰۰۴ | راه‌های فرعی                         |                  |
| ۲۰۰۵ | ربات‌ها                              | صداپیشه          |
| ۲۰۰۵ | The Fan and the Flower              | صداپیشه          |
| ۲۰۰۵ | مرد سیندرلایی                       |                  |
| ۲۰۰۶ | Asterix and the Vikings             | صداپیشه          |
| ۲۰۰۶ | The Hawk Is Dying                   |                  |
| ۲۰۰۶ | The Illusionist                     |                  |
| ۲۰۰۶ | بانوی در آب                         |                  |
| ۲۰۰۶ | The Ant Bully                       | صداپیشه          |
| ۲۰۰۷ | The Nanny Diaries                   |                  |
| ۲۰۰۷ | شلیک نهایی                          |                  |
| ۲۰۰۷ | تنهایی پرهیاهو                      | صداپیشه          |
| ۲۰۰۷ | فرد کلاوس                           |                  |
| ۲۰۰۸ | Pretty Bird                         | همچنین تهیه‌کننده |
| ۲۰۰۹ | دورویی                              |                  |
| ۲۰۰۹ | روح‌های سرد                          |                  |
| ۲۰۰۹ | The Haunted World of El Superbeasto | صداپیشه          |
| ۲۰۰۹ | The Last Station                    |                  |
| ۲۰۱۰ | نسخه بارنی                          |                  |
| ۲۰۱۱ | بازی برد-برد                        |                  |
| ۲۰۱۱ | آیرونکلاد                           |                  |
| ۲۰۱۱ | The Hangover Part II                |                  |
| ۲۰۱۱ | The Ides of March                   |                  |
| ۲۰۱۲ | دوران راک                           |                  |
| ۲۰۱۲ | جهان‌شهر                             |                  |
| ۲۰۱۲ | John Dies at the End                | همچنین تهیه‌کننده |
| ۲۰۱۳ | توربو                               | صداپیشه          |
| ۲۰۱۳ | The Congress                        |                  |
| ۲۰۱۳ | رومئو و ژولیت                       |                  |
| ۲۰۱۳ | پارکلند                             |                  |
| ۲۰۱۳ | ۱۲ سال بردگی                        |                  |
| ۲۰۱۳ | All Is Bright                       | همچنین تهیه‌کننده |
| ۲۰۱۳ | نجات آقای بنکس                      |                  |
| ۲۰۱۴ | ارنست و سلستین                      | دوبلهٔ انگلیسی    |
| ۲۰۱۴ | رودخانه بنیاد                       |                  |
| ۲۰۱۴ | مرد عنکبوتی شگفت‌انگیز ۲             |                  |
| ۲۰۱۴ | مادام بوواری                        |                  |
| ۲۰۱۵ | Giant Sloth                         | صداپیشه          |
| ۲۰۱۵ | عشق و بخشش                          |                  |
| ۲۰۱۵ | شازده کوچولو                        | صداپیشه          |
| ۲۰۱۵ | سن آندریاس                          |                  |
| ۲۰۱۵ | مستقیم از کامپتن                    |                  |
| ۲۰۱۶ | رچت و کلنک                          | صداپیشه          |
| ۲۰۱۶ | آوریل و جهان شگفت‌انگیز              | صداپیشه          |
| ۲۰۱۶ | پدیده                               |                  |
| ۲۰۱۶ | مورگان                              |                  |
| ۲۰۱۸ | فکر کنم حالا تنهاییم                |                  |
| ۲۰۱۸ | زندگی شخصی                          |                  |
| ۲۰۱۸ | دریافت‌کننده جاسوس بود               |                  |
| ۲۰۱۸ | White Fang                          | صداپیشه          |
| ۲۰۲۱ | میلک شیک باروتی                     |                  |
| ۲۰۲۱ | گشت‌وگذار در جنگل                    |                  |
| ۲۰۲۱ | A Mouthful of Air                   |                  |
| ۲۰۲۳ | جاماندگان                           |                  |

## جوایز و افتخارات
| سال  | عنوان            | نقش             | کارگردان                            | جایزه |
| ---- | ---------------- | --------------- | ----------------------------------- | --- |
| ۲۰۰۰ | خانه مامان بزرگ  | جان مکسول       | راجا گاسنل                          | کاندیدا—جایزه سرگرمی Blockbuster |
| ۲۰۰۳ | شکوه آمریکایی    | هاروی پکار      | شاری اسپرینگر برمان و رابرت پولسینی | - National Board of Review Award for Best Breakthrough Performance – Actor - نامزد—Chicago Film Critics Association Award for Best Actor - نامزد—Dallas–Fort Worth Film Critics Association Award for Best Actor - نامزد—Independent Spirit Award for Best Male Lead - نامزد—Online Film Critics Society Award for Best Actor - نامزد—Satellite Award for Best Actor in a Motion Picture – Musical or Comedy |
| ۲۰۰۴ | راه‌های فرعی      | Miles Raymond   | Alexander Payne                     | - Boston Society of Film Critics Award for Best Cast - Broadcast Film Critics Association Award for Best Cast - Chicago Film Critics Association Award for Best Actor - Comedy Film Honor for Best Actor - Dallas–Fort Worth Film Critics Association Award for Best Actor - Independent Spirit Award for Best Male Lead - New York Film Critics Circle Award for Best Actor - Online Film Critics Society Award for Best Actor - San Francisco Film Critics Circle Award for Best Actor - Screen Actors Guild Award for Outstanding Performance by a Cast in a Motion Picture - Toronto Film Critics Association Award for Best Actor - Nominated—Broadcast Film Critics Association Award for Best Actor - Nominated—Golden Globe Award for Best Actor in a Motion Picture – Musical or Comedy - Nominated—London Film Critics' Circle Award for Actor of the Year - Nominated—Satellite Award for Best Actor in a Motion Picture – Musical or Comedy - Nominated—Screen Actors Guild Award for Outstanding Performance by a Male Actor in a Leading Role |
| ۲۰۰۵ | مرد سیندرلایی    | جو گوئولد       | ران هاوارد                          | - Boston Society of Film Critics Award for Best Supporting Actor - Broadcast Film Critics Association Award for Best Supporting Actor - Florida Film Critics Circle Award for Best Supporting Actor - Screen Actors Guild Award for Outstanding Performance by a Male Actor in a Supporting Role - Toronto Film Critics Association Award for Best Supporting Actor - Washington D.C. Area Film Critics Association Award for Best Supporting Actor - Nominated—Academy Award for Best Supporting Actor - Nominated—Chicago Film Critics Association Award for Best Supporting Actor - Nominated—Golden Globe Award for Best Supporting Actor – Motion Picture |
| ۲۰۰۹ | روح‌های سرد       | پل              | سوفی بارتز                          | - Karlovy Vary International Film Festival Award for Best Actor - Nominated—Gotham Independent Film Award for Best Ensemble Performance |
| ۲۰۱۰ | نسخه بارنی       | Barney Panofsky | ریچارد جی لوئیس                     | - نامزد جایزه گلدن گلوب برای بهترین بازیگر نقش اول - فیلم موشن موزیکال یا کمدی - نامزد جایزه پرده سینمای کانادا برای بهترین بازیگر |
| ۲۰۱۱ | نیمه ماه مارس    | تام دافی        | جرج کلونی                           | نامزد—جایزه فیلم منتقدین منتقدان برای بهترین بازیگر نقش اول مرد |
| ۲۰۱۳ | توربو            | Chet            | دیوید سورن                          | صدا نامزد—جایزه آنی برای بازیگری صدا در یک نمایش ویژه |
| ۲۰۱۳ | ۱۲ سال بردگی     | تئوفیلوس فریمن  | استیو مک کوئین                      | - برنده جایزه بلک ریل برای یک گروه برجسنه - کاندیدا—جایزه انجمن صنفی بازیگران سینما برای عملکرد خارق‌العاده توسط بازیگران - کاندیدا—جایزه انجمن منتقدین فیلم سن دیگو برای بهترین عملکرد توسط یک گروه - کاندیدا—جایزه فیلم منتقدین منتقدان برای بهترین بازیگر نقش اول مرد - کاندیدا—جایزه انجمن منتقدین فیلم منطقه واشینگتن دی سی برای بهترین گروه |
| ۲۰۱۵ | مستقیم از کامپتن | جری هلر         | اف. گری گری                         | کاندیدا—جایزه انجمن صنفی بازیگران سینما برای عملکرد خارق‌العاده توسط بازیگران کاندیدا—جایزه فیلم منتقدین منتقدان برای بهترین بازیگر نقش اول مرد |